# Рой Романов
Рой Джон Романов (англ. Roy John Romanow; 12 серпня 1939, Саскатун) — канадський політик українського походження, 12-й Прем'єр Саскачевану (з 1991 до 2001).

## Біографія
Рой Романов народився 12 серпня 1939 року в сім'ї українських мігрантів Михайла та Текли Романових, в місті Саскатун — найбільшому місті провінції Саскачеван, що в Канаді. Разом з іншими українцями Майкл переїхав до Саскачевану наприкінці 1920-х років у пошуках кращого життя. Його дружина Текла та їхня донька Ганна залишилися в селі Ордів у Західній Україні до 1938 року, після чого приєдналися до Михайла в Канаді. Михайло працював на Канадську тихоокеанську залізницю та купив невеликий будинок на західній стороні Саскатуна, де виріс Рой (єдиний із чотирьох дітей, народжений у Канаді). Рой виріс, занурений у життя та культуру іммігрантської спільноти своїх батьків, і вивчив українську як свою рідну мову, що й не завадило йому добре вчитися в школі з англійською мовою викладання.
Навчався у Саскачеванському університеті, отримав ступінь бакалавр мистецтв, за спеціальністю політологія отримав ступінь бакалавр права.
Будучи прем'єр-міністром, він відновив фінансове здоров'я Саскачевану в 1990-х роках. Пристрасний прихильник державного медичного обслуговування, він очолював у 2001—2002 роках Королівську комісію з питань майбутнього охорони здоров'я в Канаді. Був співтворцем Конституції Канади.
У 2016 році Романов був призначений співголовою правління Канадського альянсу за подолання бездомності. Того ж року він був призначений канцлером Саскачеванського університету на трирічний термін.

## Родина
У 1967 році Романов одружився з Елеонорою Бойкович, радіописьменницею та рекламним продюсером. Дітей у них не було.

## Визнання
На знак визнання його довічного внеску в канадську політику Романов був призначений до Таємної ради Канади в 2003 році.
У 2004 році став офіцером Ордена Канади.